# Джонні підстригся
«Джонні підстригся» (англ. Johnny Get Your Hair Cut) — американська кінокомедія режисера Арчі Майо 1927 року.

## Сюжет
Сироту приймає до себе привітний старий власник скакового коня. Він вирішує відплатити своєму благодійнику за освіту і виграти важливу гонку.

## У ролях
- Джекі Куган — Джонні О'Дей
- Гаррі Кері
- Джеймс Корріген — Поп Слокум
- Моріс Костільо — Бакстер Раян
- Боббі Дойл — Боббі Долін
- Кнут Еріксон — Кнут Еванс
- Пет Гертіган — Джігсо Бредлі